# Guy Consolmagno
Compléments
Consolmagno est le directeur de l'Observatoire du Vatican
Guy J. Consolmagno, né le 19 septembre 1952 à Détroit au Michigan (États-Unis), est un frère jésuite et astronome américain. Depuis 2015, il est le directeur de l'Observatoire du Vatican.

## Éléments de biographie
Il fait tout d'abord des études à l'University of Detroit Jesuit High School and Academy, puis au Massachusetts Institute of Technology et à l’Université de l'Arizona, puis enseigne à l’Université Harvard et au MIT au début des années 1980.
En 1980, il part au Kenya avec le Corps de la Paix,.
Le 19 aout 1989, Consolmagno entre au noviciat des Jésuites. Sa formation spirituelle initiale achevée, il poursuit avec des études de théologie et philosophie, à Chicago. Bien qu'ayant les qualifications nécessaires pour devenir prêtre, il choisit de demeurer « frère » jésuite.  En 1993, il entre au service de l’Observatoire du Vatican. En 2014, il reçoit la Médaille Carl Sagan.
Le 17 septembre 2015, il est nommé directeur de l'Observatoire,.

## Travaux
Un des travaux scientifiques auxquels il collabore est l'identification de l'objet astronomique dénommé Étoile de Bethléem.

## Écrits
Consolmagno est auteur de plus de 200 publications scientifiques. Il excelle dans la vulgarisation scientifique et écrit fréquemment sur les rapports entre la science et la foi chrétienne. 
- A Orion, tournez à gauche (Turn Left at Orion, avec Dan M. Davis)
- Donneriez-vous le baptême à un extraterrestre ? (Would You Baptize an Extraterrestrial?, avec le P. Paul Mueller, SJ).

## Honneurs
L'astéroïde (4597) Consolmagno porte son nom.